# Ломница (приток Днестра)
Ломница (укр. Лімниця) — река на Украине, протекающая по территории Калушского и Ивано-Франковского районов Ивано-Франковской области. Правый приток Днестра. Длина реки — 122 км, площадь водосборного бассейна — 1580 км².
Ломница берёт начало из источников на северных склонах горы Буштул в Горганах, на высоте около 1150 м. В верховьях долина реки — узкая, берега обрывистые, в районе с. Ясень — асимметричная, с низким правым и повышенным левым берегами. Ниже — долина Ломницы трапециевидная, шириной до 4 — 7 км, в нижней течении ширина её уменьшается до 2 км. Пойма почти на всём протяжении двусторонняя. Дно Ломницы — галечно-каменистое. Ширина русла в Предкарпатье достигает 20 — 60 м, глубина — 2 м. Уклон реки — 9,4 м/км. Основные притоки — Даргв, Петрос, Молода, Чечва (левые), Кузьминец, Турова, Черленый, Бережниця (правые). Максимум стока приходится на весенне-летний период. Ледовый покров появляется в начале декабря, ледостав — со 2-й половины декабря до марта. Гидрологические посты находятся возле сёл Осмолода (с 1950) и Перевозец (1904—1925, восстановлен в 1940). Впадает в Днестр у села Шевченково в 4 км от города Галича.
Пойма реки в верховьях защищена горными хребтами, которые как бы охватывают её кольцом. На реке нет больших промышленных предприятий, а берега Ломницы, в верховьях на довольно большом участке практически не заселены. Низовье реки входит в Карпатский национальный природный парк.
Воды реки Ломница используют для водоснабжения, ставки — для рыборазведения. Построены водозаборы и протипаводковые гидротехнические сооружения.
В урочище Диброва на Ломнице, на окраине села Сокол — прямо на берегу возвышаются огромные 50-метровые известняковые выступы «Сокольских скал». С их высот открывается панорамный вид на реку Ломницу. Скалы знамениты прежде всего пещерами — допускают, что тут когда-то жили монахи-отшельники, неподалёку — находится курган, в котором в 1930-х годах были обнаружены захоронения раннего периода бронзового века.
У с. Залуква на берегу реки находится древнее «Караимское кладбище» с надгробными каменными плитами, на котором имеются хорошо сохранившиеся погребения XVII века, последнее пристанище местной караимской общины, живших в Галиче более семи веков и оставивших после себя уникальные памятники материальной культуры. Здесь погребён караимский поэт Захария Абрагамович, автор текста песни, ставшей гимном караимского народа.
У впадения Ломницы в Днестр у села Шевченково в XII—XIII веках было древнерусское городище — от него до наших дней уцелела заложенная в 1200 году церковь св. Пантелеймона — единственный образец древнего галицкого зодчества.